# Конные статуи на двух точках опоры

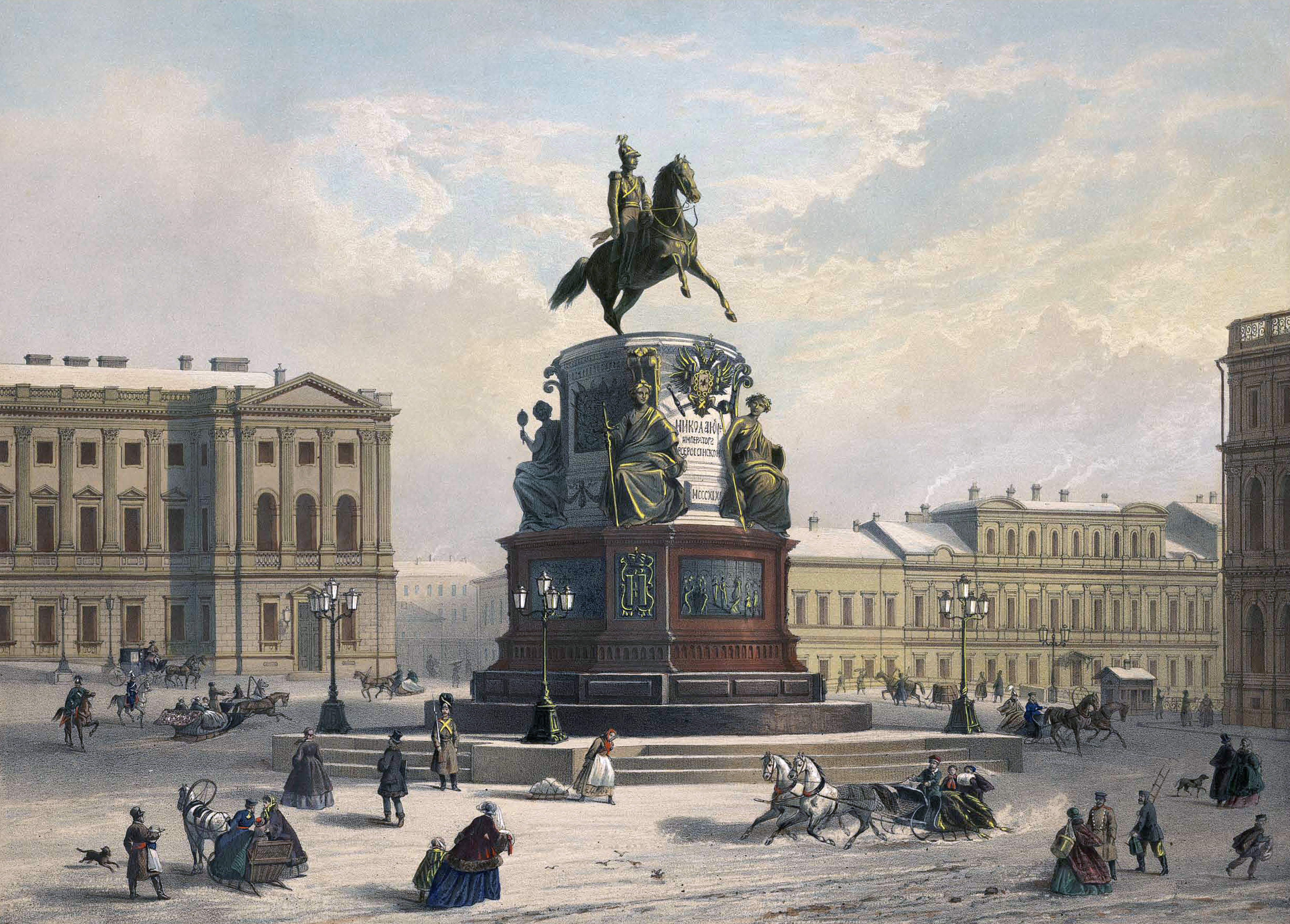
Монумент в честь Николая I в Санкт-Петербурге (литография XIX века) — единственная в России конная статуя на двух точках опоры.

Конные статуи на двух точках опоры — это скульптурная композиция со всадником на коне, как правило из бронзы, отлитая таким образом, что конь стоит на задних ногах (поднятый на дыбы). Такой тип статуй выглядит очень эффектно, но считается уникальным из-за сложностей, связанных с необходимостью сохранения устойчивости, прочности и равновесия. Во многих случаях скульпторы предпочитали усиливать подобные памятники добавляя тем или иным способом третью точку опоры. Например, ею мог стать хвост лошади (как у статуи Медный всадник и многих других).

## Предыстория
Конные статуи в честь правителей и полководцев появились ещё во времена Античности. Одна из самых известных — бронзовая Конная статуя Марка Аврелия, отлитая в 176 году. Однако и этот и другие памятники имели не меньше трёх точек опоры. Лишь в эпоху Ренессанса скульпторы начали экспериментировать, пытаясь создать монумент со всадником всего на двух точках опоры. В итоге с XVII по XX века было создано почти два десятка таких памятников. При этом семь из них — статуи герою войны за независимость стран Южной Америки генералу Хосе де Сан-Мартину, а ещё четыре — 7-му президенту США Эндрю Джексону. Разумеется, все эти статуи установлены в разных городах.

## Список памятников на двух точках опоры

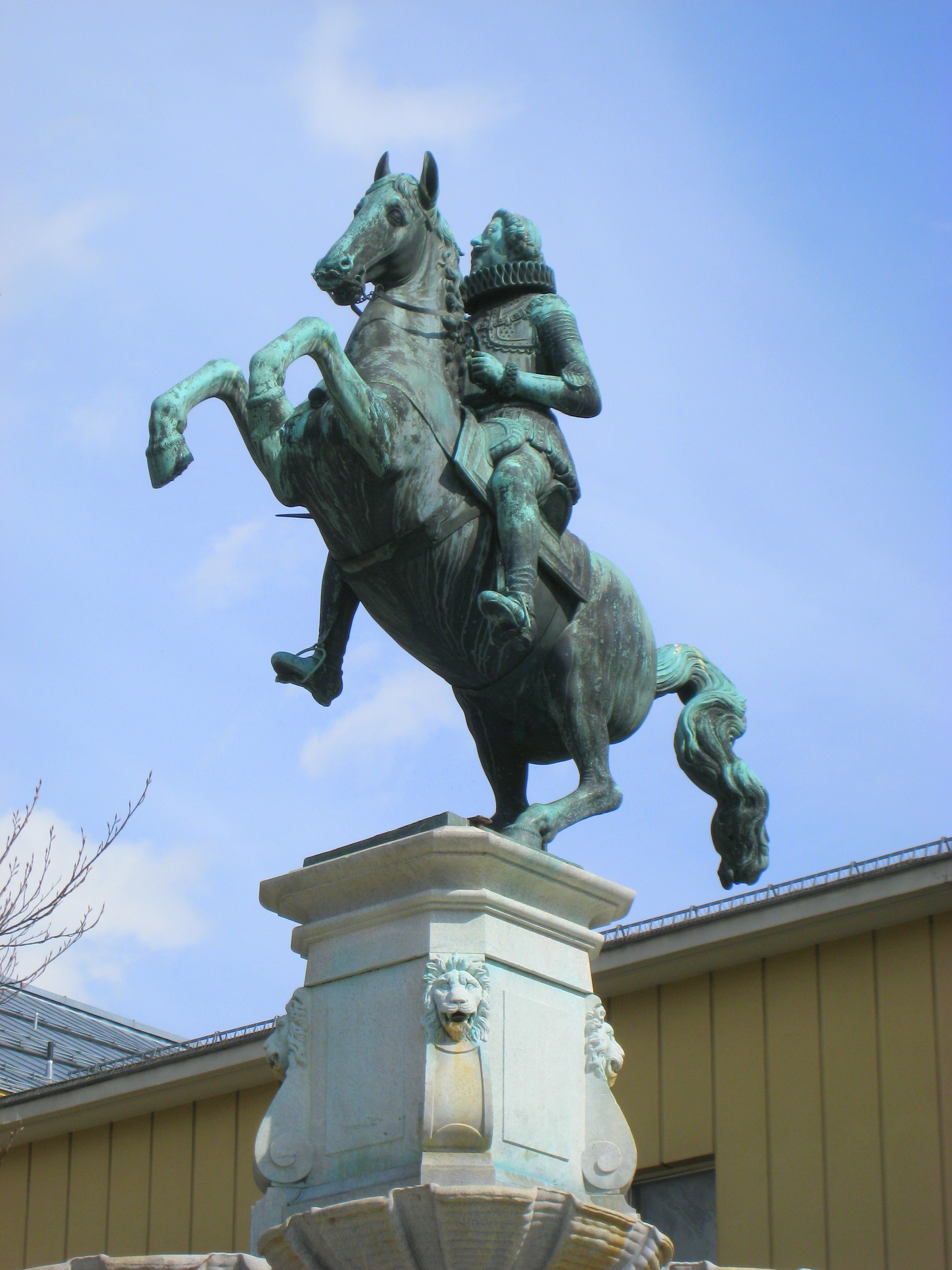
Конная статуя Леопольда V Фердинанда в Инсбруке

### 1620 год. Фонтан Леопольда
Монумент в честь эрцгерцога Тироля Леопольда V Фердинанда находится в австрийском городе Инсбрук. Торжественное открытие монумента состоялось в 1620 году. Памятник считается первым, когда скульптору удалось добиться устойчивости, подняв коня на дыбы и не используя дополнительных точек опоры.
Композиция представляет из себя фонтан, в центре которого находится постамент. На его вершине и расположена статуя правителя. Автором проекта стал придворный архитектор Кристоф Гумп. Судя по всему, именно у него и родилась смелая идея создать конную статую всего на двух точках опоры. Непосредственно скульптуры отливал австрийский мастер Каспар Грас. Главным заказчиком стал сам эрцгерцог Леопольд V Фердинанд. Правда, из-за его ранней смерти замысел так и не был реализован полностью.
Однако вскоре после открытия памятник демонтировали. После Тридцатилетней войны в Австрии победили католики и многим аллегорические статуи вокруг фонтана стали казаться слишком фривольными. Более ста лет композиция лежала в разобранном виде на одном из складов. Лишь в XVIII веке композицию вернули на место. Однако и позднее монумент разбирали и снова монтировали, переставляя в разные места Инсбрука. Некоторое время конная статуя размещалась на отдельном постаменте без фонтана и без прочих фигур. Нынешняя композиция окончательно сложилась к концу XIX века.

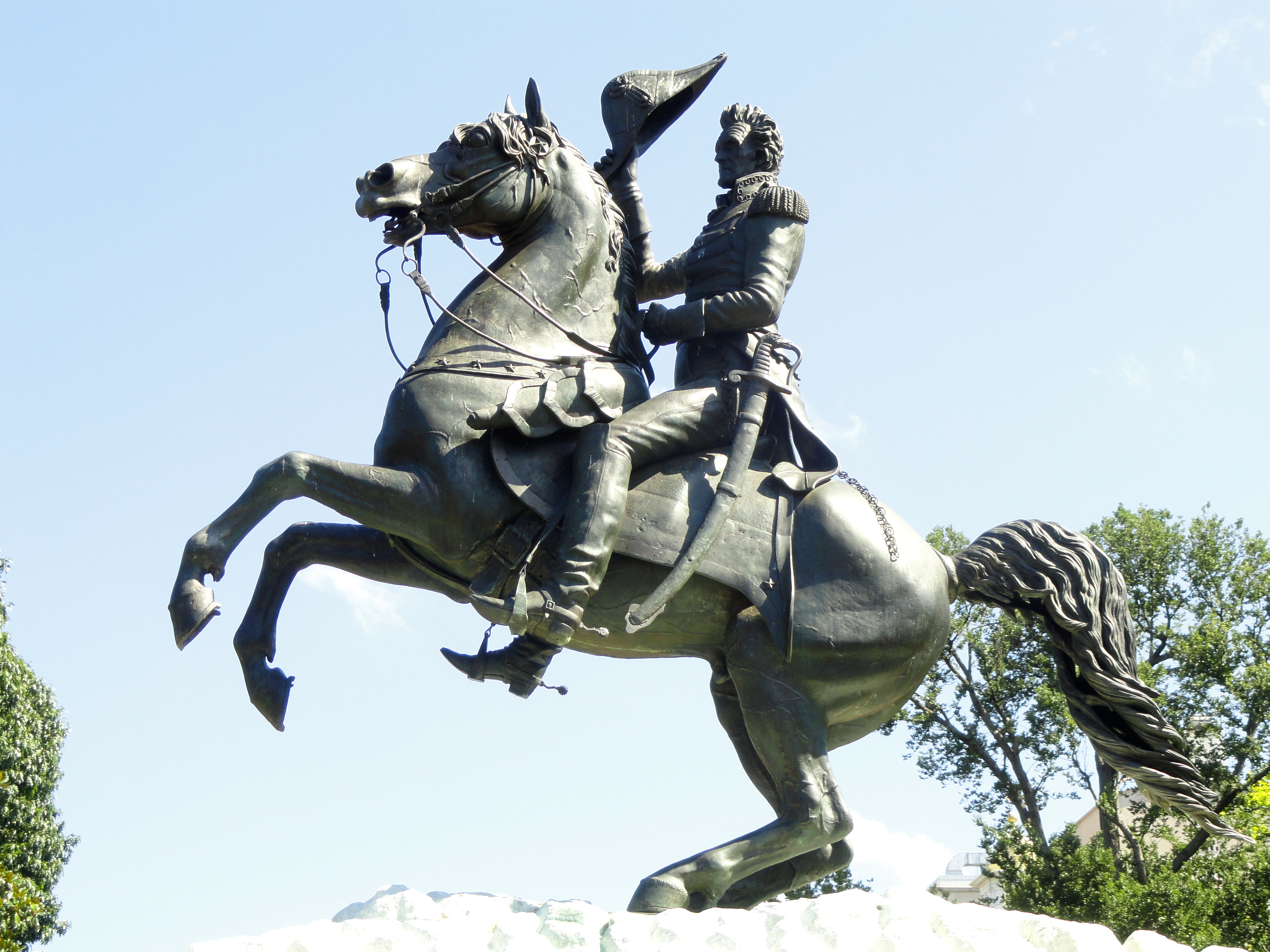
Конная статуя Эндрю Джексона в Вашингтоне

### 1853 год. Памятник Эндрю Джексону в Вашингтоне
Инициатором создания монумента в память о заслугах 7-го президента США Эндрю Джексона в июле 1845 года выступил редактор журнала «United States Magazine and Democratic Review» Джон О’Салливан. Сначала речь шла о том, чтобы найти скульптора в Европе, так как в Соединённых Штатах не было авторитетных творцов и мастеров с необходимым опытом отливки.
Случайно один из членов Комитета по строительству памятника познакомился с американским скульптором-самоучкой по имени Кларк Миллс. Именно он в итоге и стал автором проекта. Причём поначалу к решению Миллса создать конную статую лишь на двух точках опоры многие отнеслись скептически. Однако с помощью упорного труда и массы экспериментов автор сумел добиться блестящего результата. Потратив несколько лет на изучение литейного дела скульптор создал памятник, который стал первой конной статуей, изготовленной непосредственно в США.
Статую решили разместить в центре Лафайет-сквера в Вашингтоне. Торжественное открытие монумента состоялось 8 января 1853 года, в день 38-й годовщины битвы за Новый Орлеан. На церемонии присутствовали 13-й президент США Миллард Филлмор, его кабинет, члены Конгресса и много важных гостей. На улицах города собралось до 20 тысяч обывателей.

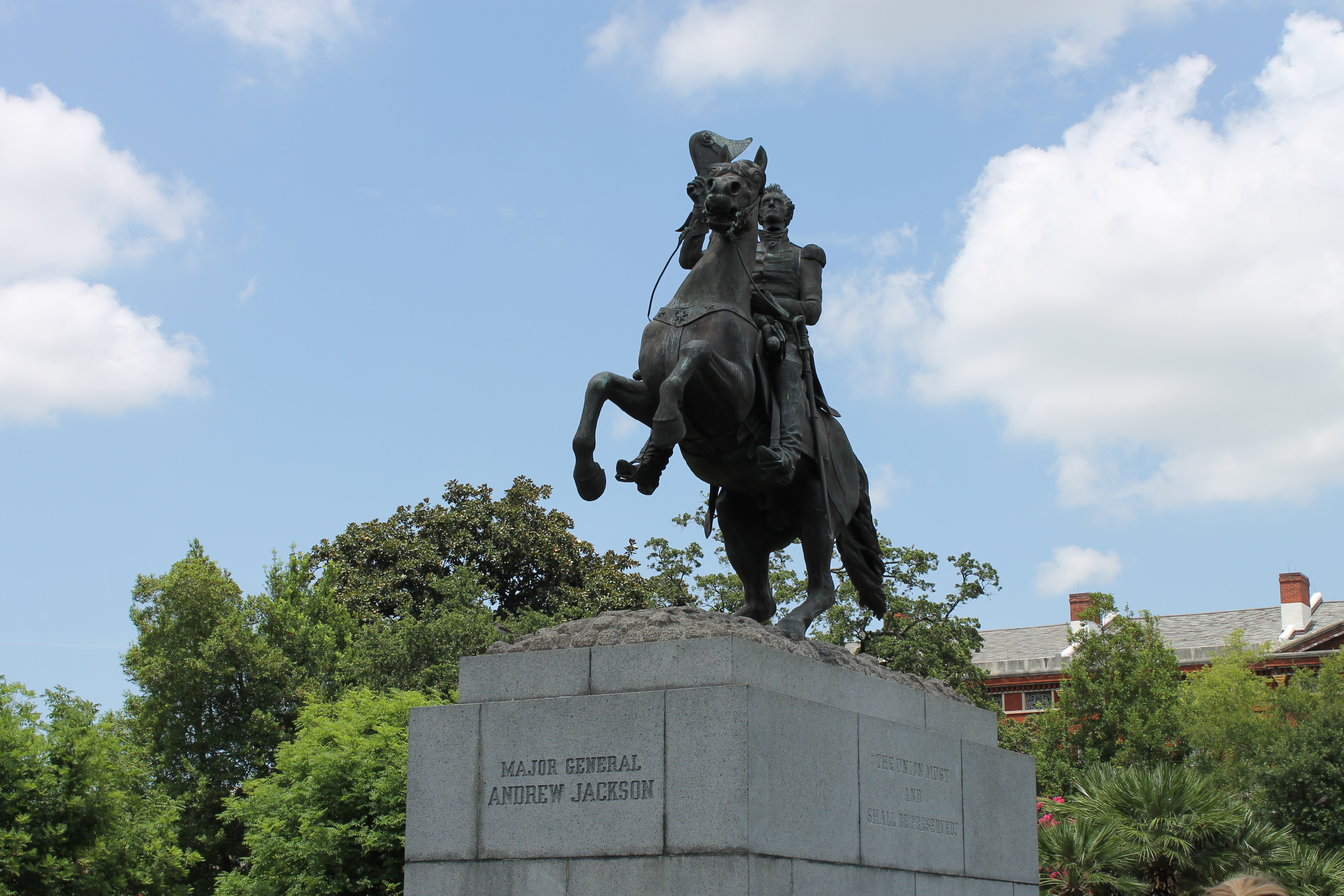
Памятник Эндрю Джексону в Новом Орлеане

### 1856. Памятник Эндрю Джексону в Новом Орлеане
Ещё около 1840 года в Новом Орлеане появилась площадь Эндрю Джексона. Так была отмечена память о заслугах будущего президента США, который командовал американскими войсками в Битве за Новый Орлеан. Сражение стало последним крупным боестолкновением в ходе Англо-американской войны. Сама битва произошла в 1814 году. Джексон был в то время командующим армией США. Британцы потерпели поражение и отступили. Вскоре был заключён мир. Это событие ясно доказывало, что Лондон смирился с утратой контроля над бывшими колониями. Эндрю Джексон стал весьма знаменит и в 1829 году избрался президентом.
Всего через два года после того, как конная статуя Джексону появилась в Вашингтоне её точная копия была изготовлена для Нового Орлеана. Торжественное открытие монумента произошло 9 февраля 1856 года. Памятник разместили в самом центре площади Джексона.

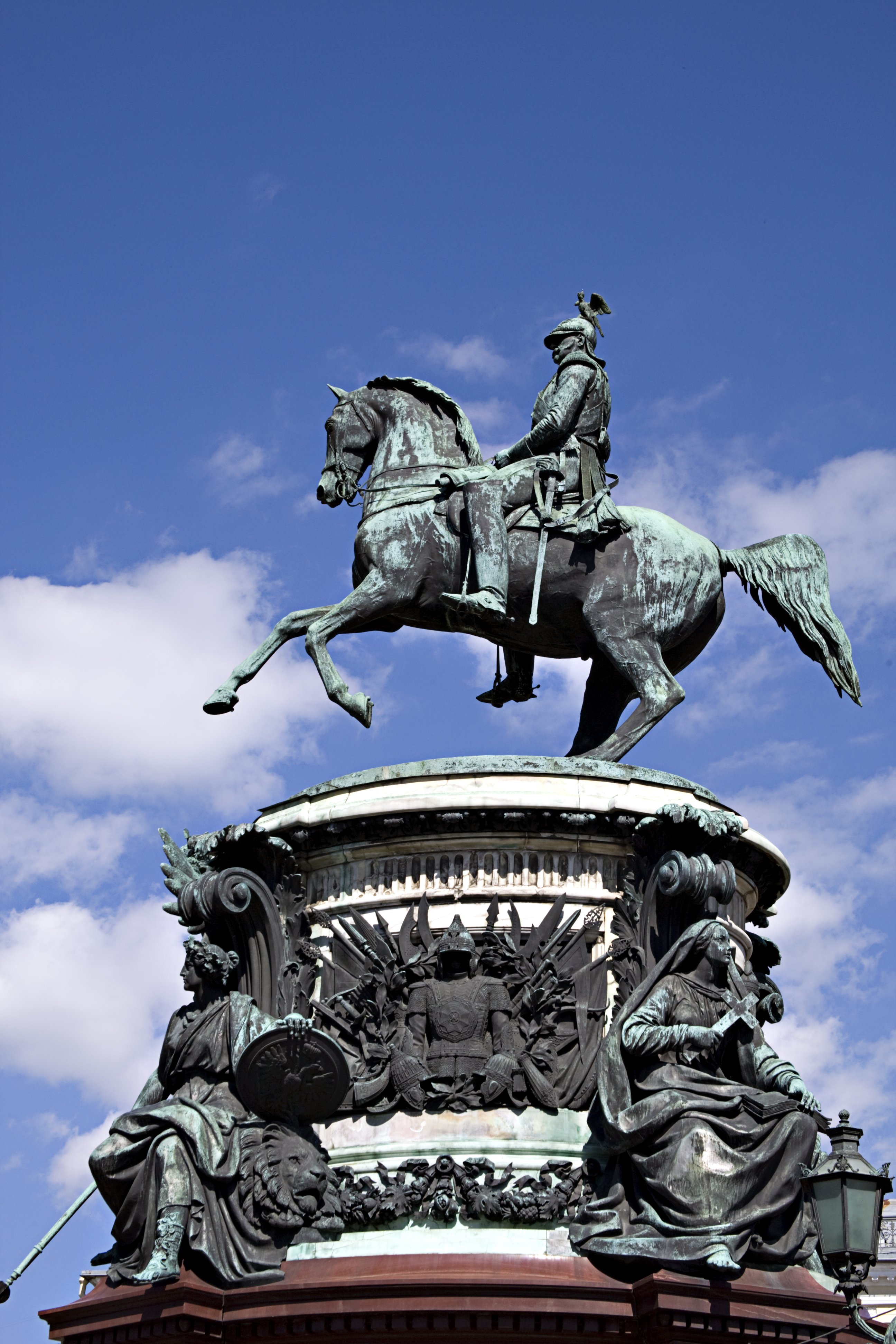
Конная статуя Николая I в Санкт-Петербурге

### 1859 год. Памятник Николаю I в Санкт-Петербурге
Работы по возведению памятника в честь императора России Николая I начались в 1856 году вскоре после смерти правителя. Автором проекта выступил архитектор Огюст Монферран. Непосредственно конную статую изготовил скульптор Пётр Клодт. Создание памятника обошлось в огромную для того времени сумму — 753 тысячи рублей серебром.
Торжественное открытие монумента на Исаакиевской площади Санкт-Петербурга состоялось 25 июня 1859 года. Присутствовали император Александр II (сын Николая I), его родственники из династии Романовых и высшие сановники государства.
Сразу после февральской революции возникли предложения о сносе памятника. В частности инициативу проявили представители Общества памяти декабристов (ведь именно Николай I считался главным виновником расправ и казней участников восстания на Сенатской площади).
Ещё более опасной ситуация оказалась после Октябрьской революции 1917 года. Новые власти начали безжалостно сносить монументы в честь царей и императоров. Памятник Николаю I избежал подобной участи во многом потому, что оказался редким видом конной статуи на двух опорах и считался шедевром инженерной мысли.
Нередко этот памятник ошибочно именуют первой конной статуей на двух точках опоры в Европе.

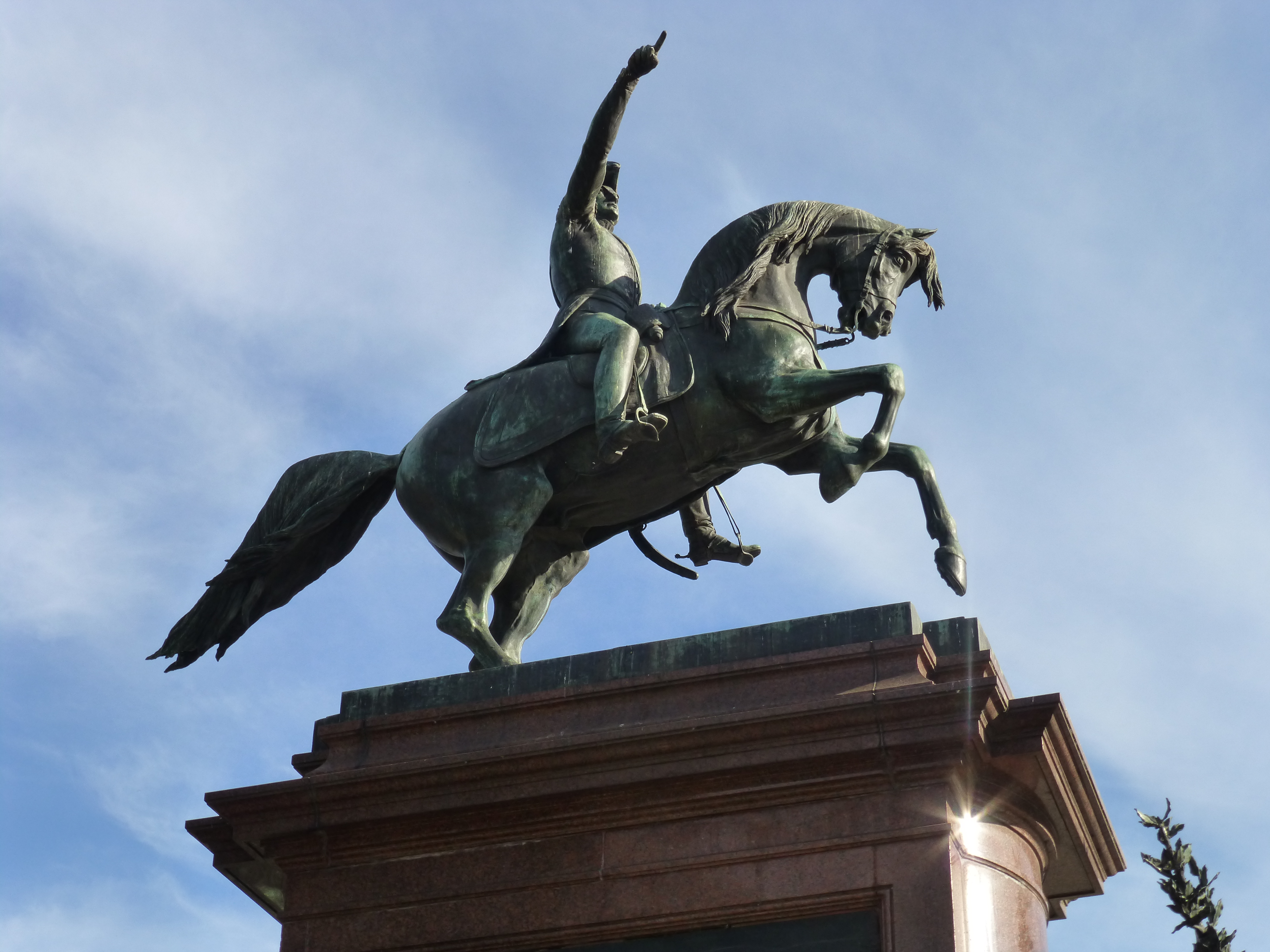
Монумент в честь генерала Хосе де Сан-Мартина в Буэнос-Айресе

### 1862 год. Памятник Хосе де Сан-Мартину в Буэнос-Айресе
Конная статуя в честь генерала Хосе де Сан-Мартина, национального героя Аргентины, а также ряда других стран Латинской Америки, была установлена в Буэнос-Айресе в 1862 году. Этот памятник стал первой конной статуей в стране.
Автором монумента лидеру борьбы за освобождение Аргентины от испанского владычества стал французский скульптор и известный специалист по конным фигурам Луи-Жозеф Даума. Интересно, что изначально он делал эту статую по заказу властей Чили. Но власти Аргентины, узнав об этом, начали переговоры со скульптором. В итоге было изготовлено два монумента. Но они имели важное отличие: в чилийской версия было предусмотрено три точки опоры (в качестве третьей выступает хвост лошади), а аргентинская — только две. Важным аргументом для такого рискованного решения стала сейсмология. В Сантьяго, столице Чили, высока опасность землетрясений, а значит любые сооружения нуждаются в усиленной прочности. В свою очередь, в Буэнос-Айресе подобных проблем нет.

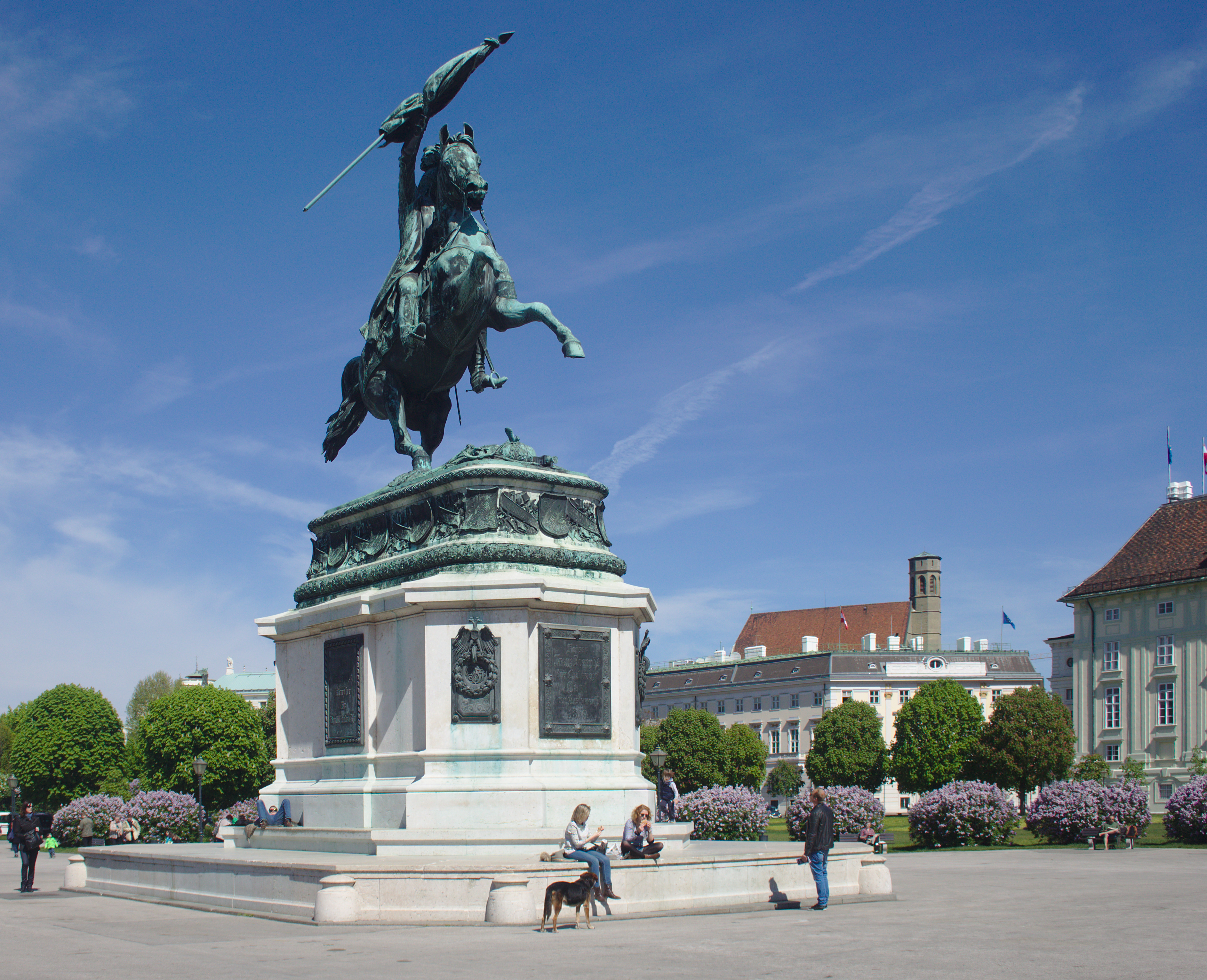
Памятник Карлу Тешенскому в Вене

### 1865. Памятник эрцгерцогу Карлу Тешенскому в Вене
На площади Хельденплац (площадь героев) в Вене установлено сразу несколько конных статуй. Одна из них посвящена эрцгерцогу Карлу Тешенскому. В отличие от соседних памятников — здесь конь поднят на дыбы, Памятник установлен в 1865 году. Автором статуи стал австрийский скульптор Антон Доминик Фернкорн.
Хельденплац является внешней дворцовой площадью императорской резиденции Хофбург. Площадь была построена при императоре Франце Иосифе в рамках проекта колоссального Императорского форума на древнеримский манер. Правда проект так и не был завершён. Во времена расцвета империи Габсбургов в основном здесь проводились военные парады.
Памятник полководцу Карлу Тешенскому размещён в самом центре площади. Такой чести кроме него удостоен ещё один знаменитый австрийский полководец французского происхождения принц Евгений Савойский (его статуя украсила площадь в 1860 году).

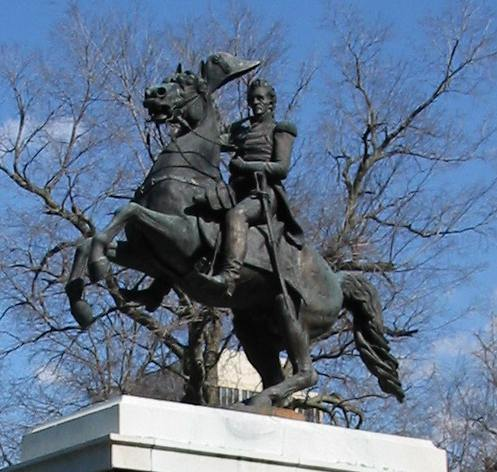
Памятник Эндрю Джексону в Нешвилле

### 1880 год. Памятник Эндрю Джексону в Нешвилле
В 1859 году в Нешвилле завершилось строительство Капитолия штата Теннесси. Возник вопрос о благоустройстве окружающей территории. В октябре 1860 года был утверждён проект местного ландшафтного архитектора Уильяма Причарда (William Prichard). В числе прочего было предусмотрено размещение памятника Эндрю Джексону. Этот знаменитый полководец и президент США являлся уроженцем Нешвилла, столицы штата Теннесси. Однако вскоре началась Гражданской война 1861—1865 годов. Все работы были заморожены.
Лишь в 1870 году власти штата вновь вернулись к теме обустройства площади примыкающей к Капитолию. К 1877 году работы основные были завершены. Но работы по установке монументов знаменитым уроженцам или влиятельным политикам Теннесси заняли ещё несколько лет. В частности для установки памятника Эндрю Джексону было заказано изготовление копии статуи авторства Кларка Миллса, находящейся в Вашингтоне. Торжественное открытие монумента состоялось в 1880 году.

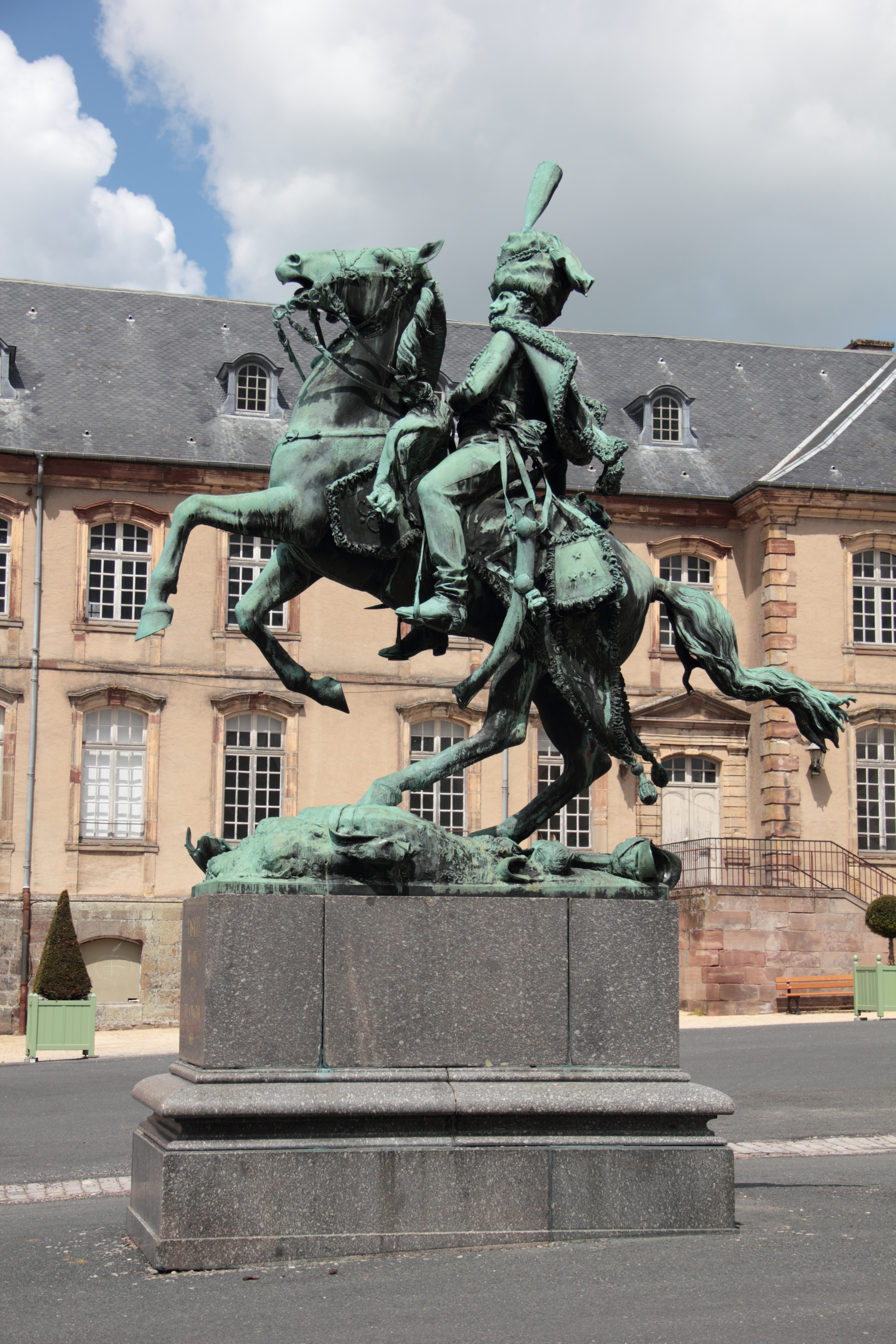
Памятник генералу Лассалю в Люневилле

### 1882 год. Памятник генералу Лассалю в Люневиле
В 1882 году во Франции в Люневилле была установлена конная статуя легендарному кавалерийскому командиру, графу Антуану Шарлю Луи Лассалю. Генерал прославился своим бесстрашием в эпоху Наполеоновских войн. Дополнительную  известность ему принесли обстоятельства смерти. Лассаль погиб в 1809 году молодым (в 34 года), сидя на коне и с саблей в руке в битве при Ваграме. 
Автором памятника стал скульптор Анри Луи Кордье. Бронзовую статую разместили  у Люневильского дворца. Место для монумента выбрали не случайно. Именно здесь находилось место расположения дивизии лёгкой кавалерии. Служить в этом гусарском формировании почитали за честь лучшие наездники Франции. Из-за большого числа добровольцев дивизию даже пришлось расширить до четырёх корпусов (против обычных двух). С 1806 года по 1808-й (когда командир по приказу Наполеона должен был отбыть к новому месту назначения в Испанию) это подразделение официально именовалась «Дивизия Лассаля».
Монумент в честь генерала Антуана Лассаля — единственная во Франции конная статуя на двух точках опоры.

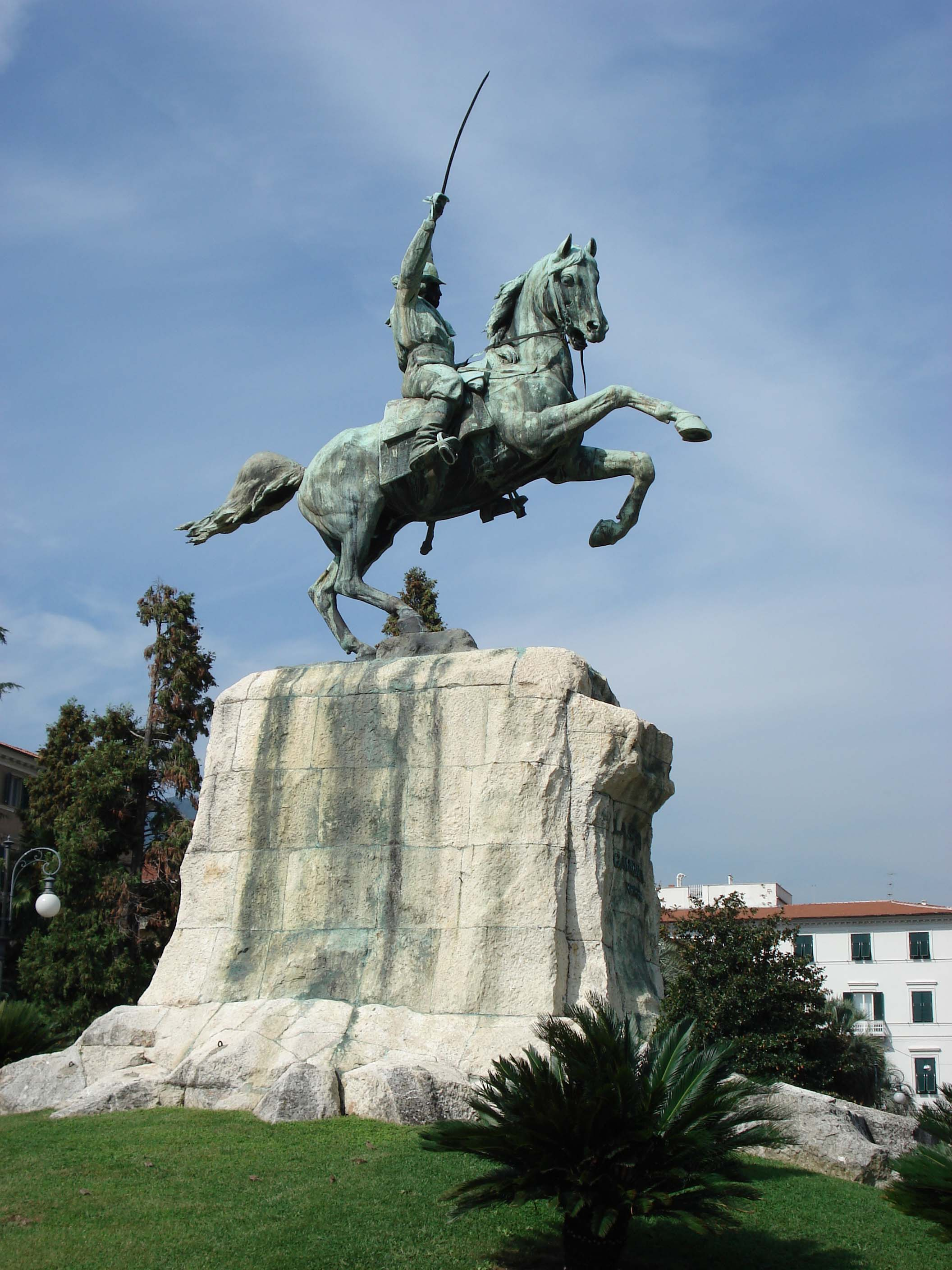
Монумент в честь Джузеппе Гарибальди в Специи

### 1913 год. Памятник Джузеппе Гарибальди в Специи
Ещё в 1882 году власти города Специя в Италии решили установить памятник Джузеппе Гарибальди в память о его заслугах по объединению страны. Был объявлен конкурс. Так как на тот момент многие города Италии также старались увековечить память знаменитого героя Рисорджименто, то власти Специи желали видеть максимально оригинальный проект. В итоге жюри выбрало эскиз, предложенный скульптором Антонио Гарелла. Он предложил проект конной статуи. При этом конь, вставший на дыбы, должен был иметь всего две точки опоры. Такой статуи точно не было и не предполагалось ни в одном из итальянских городов. И Антонио Горелла приступил к практической работе над монументом.
Подготовка к установке памятника и его отливка затянулись на многие годы. Причём уже после того, как статуя была отлита, острые споры начались из-за места, где именно следовало установить монумент. После долгих дискуссий выбор был сделан в пользу сквера в старой части города.
1 июня 1913 года состоялось торжественное открытие монумента. На торжества прибыли в числе прочих и ветераны из знаменитых отрядов краснорубашечников Гарибальди. Праздничные мероприятия продолжались в течение трёх дней.

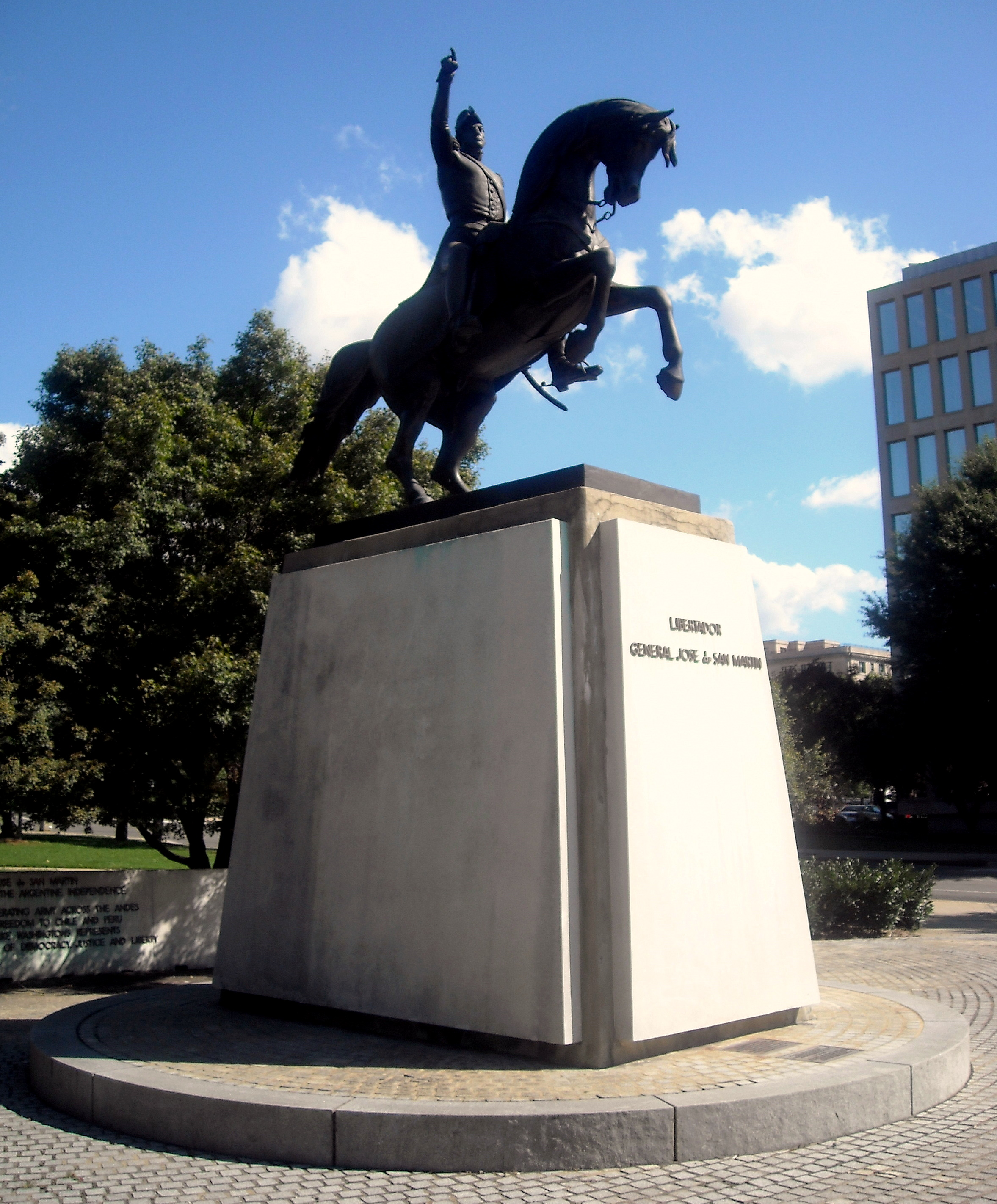
Монумент в честь Хосе де Сан-Мартина в Вашингтоне

### 1925 год. Памятник Хосе де Сан-Мартину в Вашингтоне
В 1924 году правительство Аргентины приняло решение подарить США точную копию статуи генерала Хосе де Сан-Мартин. Сооружение памятника было утверждено Конгрессом США 7 июня 1924 года. Монумент решили разместить в Вашингтоне. Торжественное открытие статуи (но в упрощённом виде, без прочих аллегорических фигур вокруг постамента, которыми окружена оригинальная статуя) состоялось 28 октября 1925 года при участии президента США Калвина Кулиджа.
Первоначально памятник находился в центре Джудикери-сквер рядом со зданием Апелляционного суда Округа Колумбия, зданием Верховного суда Округа Колумбия, зданием Апелляционного суда США для вооружённых сил и Пенсион-билдинг, на Пенсильвания-авеню у Капитолия и Белого дома.
В 1973 году, во время строительства метро у площади статуя была снята с постамента и перевезена на склад. Новый постамент был выполнен по проекту архитекторов Альберто Галли Кантильо и Турмана Д. Донована при участии ландшафтного архитектора Эндрю Х. Балдерсона. 6 октября 1976 года состоялось второе торжественное открытие памятника

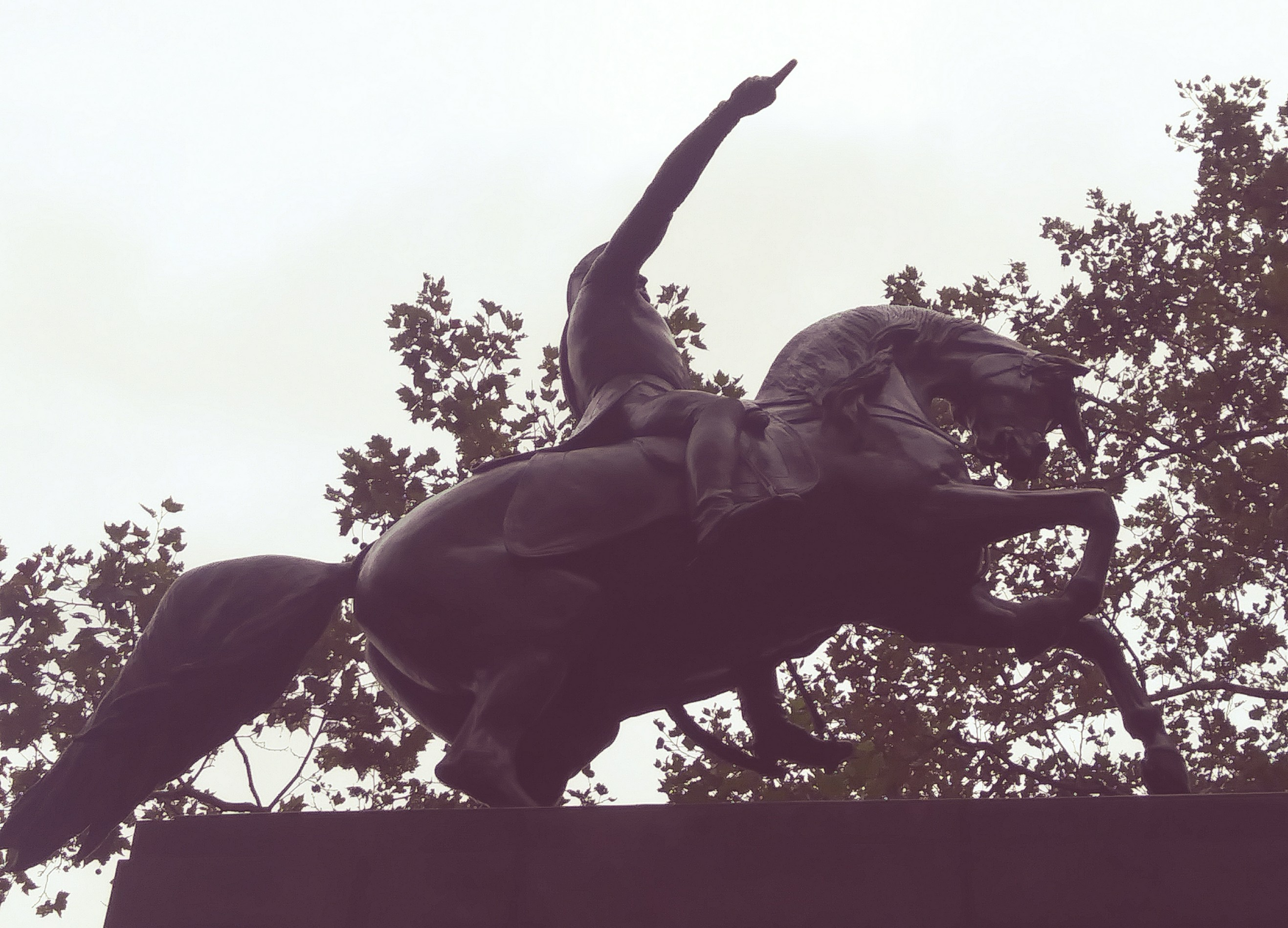
Конная статуя в честь Хосе де Сан-Мартина в Нью-Йорке

### 1951 год. Памятник Хосе де Сан-Мартину в Нью-Йорке
В 1951 году очередная копия памятника из Буэнос-Айреса генералу Хосе де Сан-Мартину была подарена властями Аргентины городу Нью-Йорк. Этот монумент установили в Центральном парке на северной оконечности Авеню Америк рядом со статуями Симона Боливара и Хосе Марти.
Копию статуи отливал аргентинский скульптор Умберто Радаелли. Важно иметь в виду, что данная скульптура представляет из себя уменьшенную копию оригинала.
Торжественное открытие монумента состоялось 25 мая 1951 году.

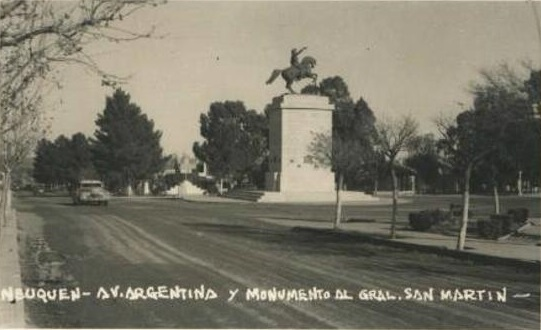
Конная статуя в честь Хосе де Сан-Мартина в Неукене

### 1954 год. Памятник Хосе де Сан-Мартину в Неукене
Ещё одна копия конной статуи Хосе де Сан-Мартина украсила одну из главных площадей аргентинского города Неукен, столицы одноимённой провинции в центре государства. Открытие памятника состоялось в 1954 году. Установка была приурочена к 50-летию основания города. На церемонии присутствовали 15 тысяч человек.
Данный памятник неоднократно становился объектом вандализма. Но городские власти отказались обносить монумент дополнительной оградой, так как она могла серьёзно изменить внешний вид композиции и нарушить изначальный замысел создателей.

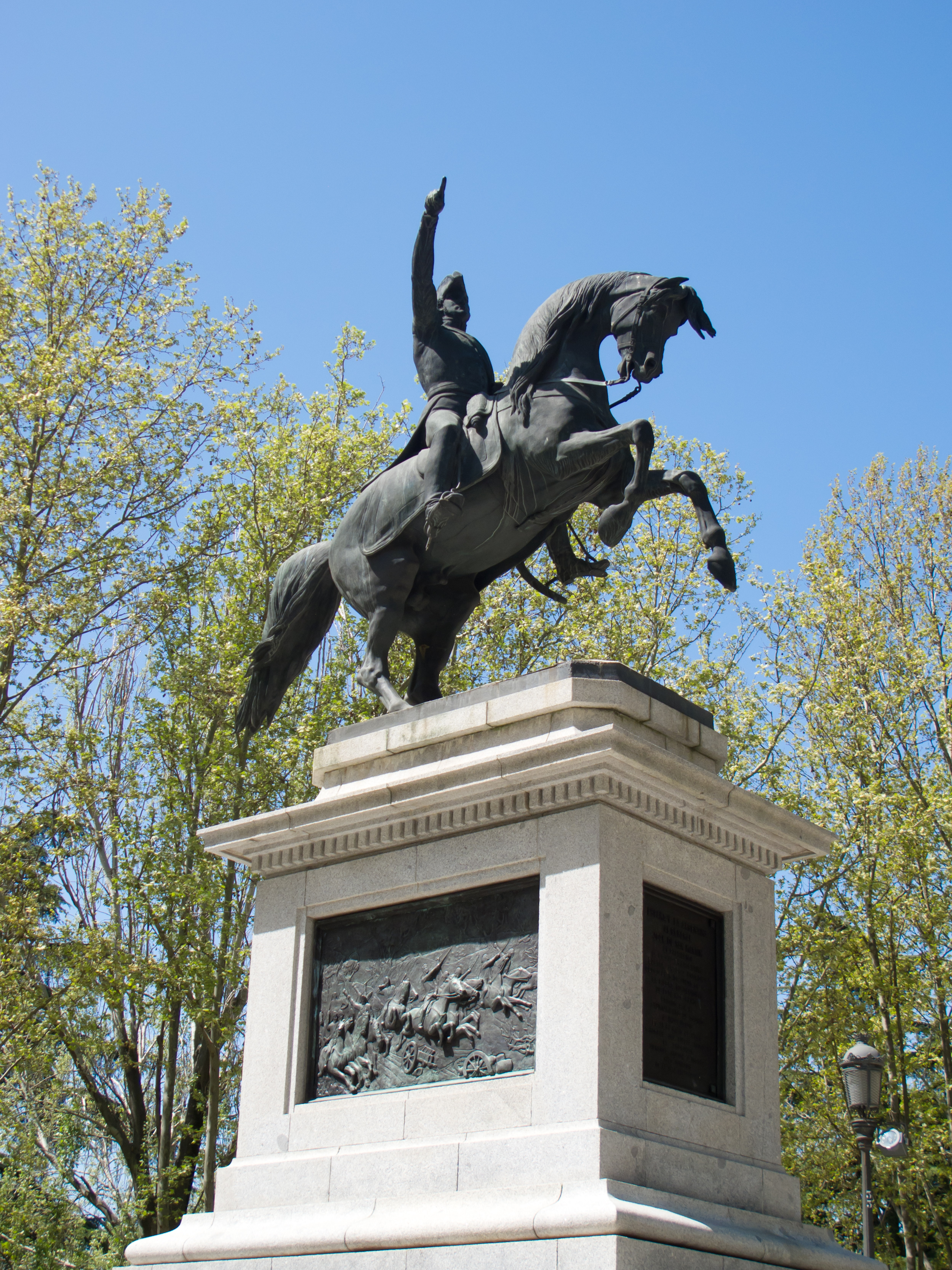
Конная статуя в честь Хосе де Сан-Мартина в Мадриде

### 1961 год. Памятник Хосе де Сан-Мартину в Мадриде
Ещё одна копия аргентинской статуи в честь генерала Хосе де Сан-Мартина была установлена в 1961 году в столице Испании Мадриде. Установка монумента ознаменовала примирение Аргентины и Испании, которые некогда вели кровавую войну.

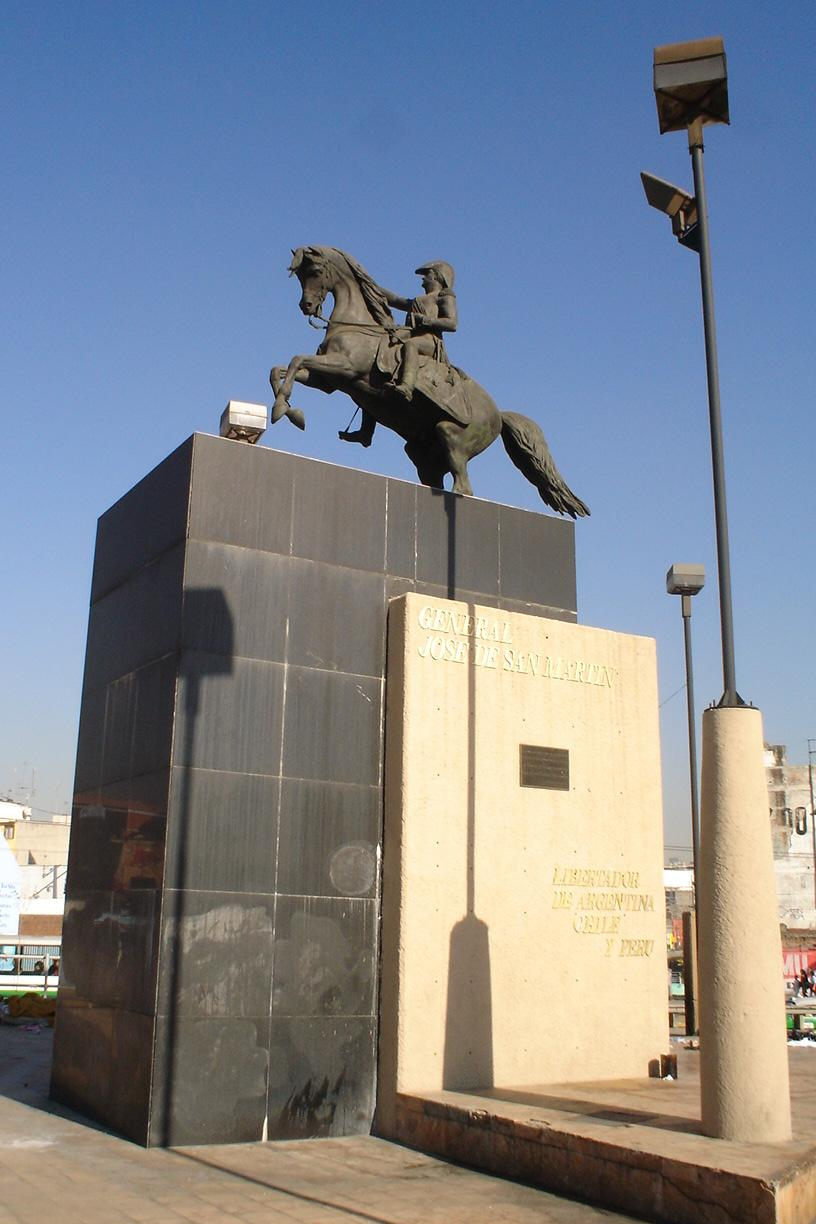
Памятник Хосе де Сан-Мартину в Мехико

### 1970 год. Памятник Хосе де Сан-Мартину в Мехико
В 1970 году правительство Аргентины преподнесло копию памятника генералу Хосе де Сан-Мартину в дар мексиканской столице Мехико.

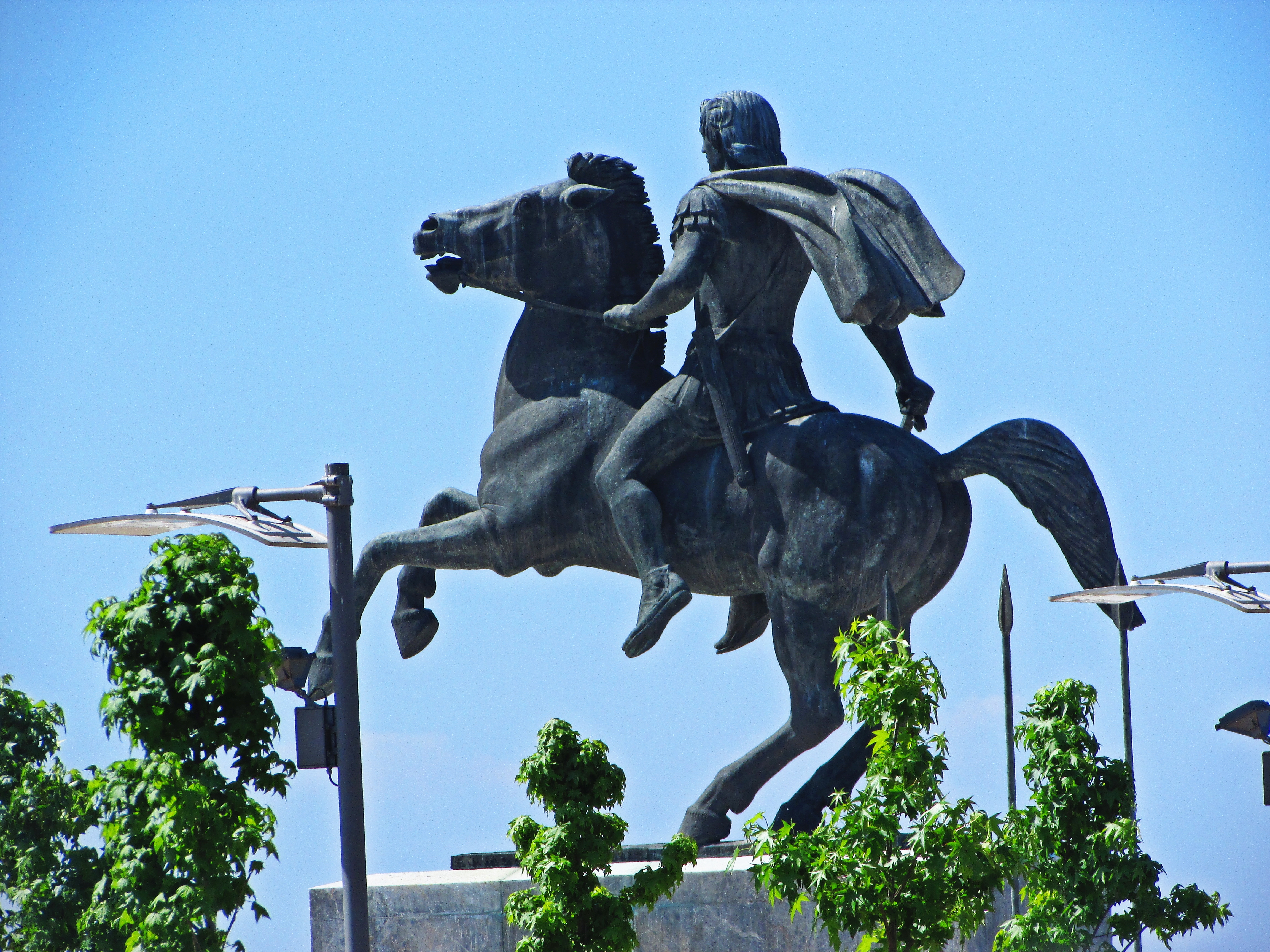
Конная статуя в честь Александра Македонского в Салониках

### 1974 год. Памятник Александру Македонскому в Салониках
Памятник в честь Александра Македонского, знаменитого полководца и царя Древней Македонии установлен в Греции в 1974 году на одной из набережных города Салоники. Поселение было основано во времена правления Александра Великого и названо именем его единокровной сестры Фессалоники. Со временем город стал вторым по численности населения в Греции. Установкой памятника царю Древней Македонии горожане хотели почтить память легендарного завоевателя.
Средства на возведение монумента собирались в течение года за счёт добровольных пожертвований. Автором бронзовой конной статуи является греческий скульптор Вангелис Мустакас. При этом сама композиция была отлита в Италии.
Статуя изображает Александра Македонского верхом на Буцефале, его легендарном боевом коне, вместе с которым царь прошёл через долгие годы военных кампаний. За спиной полководца расположены щит и копья с различными символическими изображениями. Образ змеи означает мудрость, Медуза Горгона — коварство, лев — отвагу, вол — трудолюбие, сокол — предвидение.

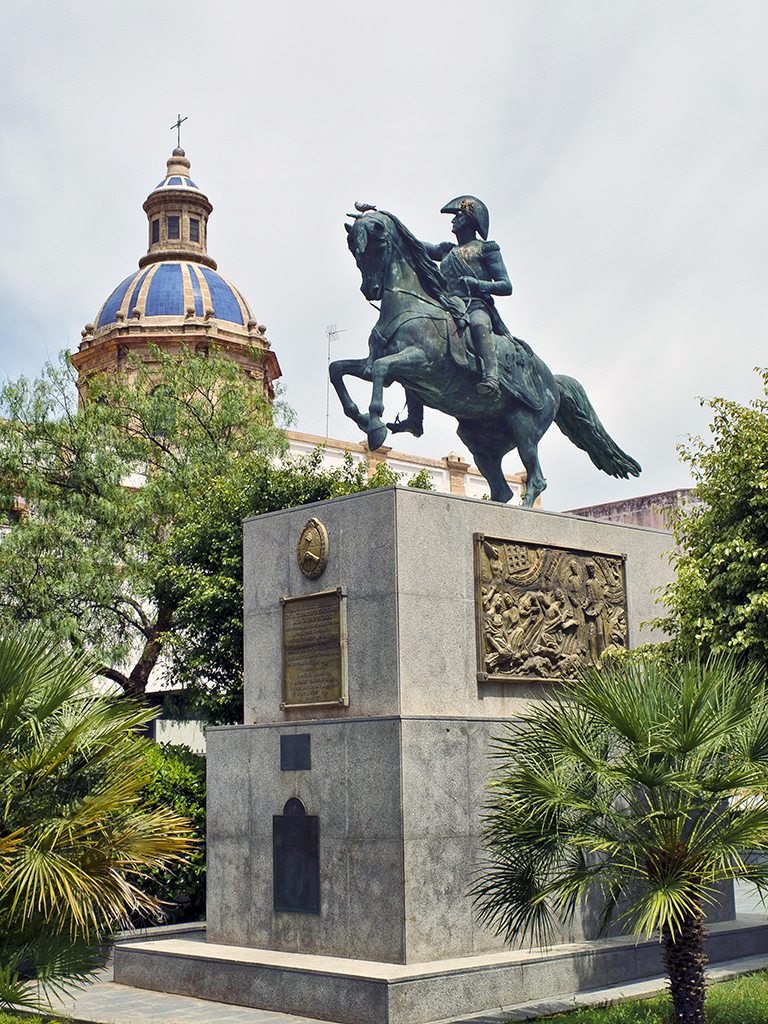
Конная статуя в честь Хосе де Сан-Мартина в Кадисе

### 1975 год. Памятник Хосе де Сан-Мартину в Кадисе
В 1975 году власти испанского города Кадис приняли решение об установке статуи в честь генерала Хосе де Сан-Мартина. Была изготовлена ещё одна копия статуи, установленной изначально в Аргентине. Испанская версия представляет собой более простой вариант: вокруг постамента отсутствуют аллегорические фигуры.

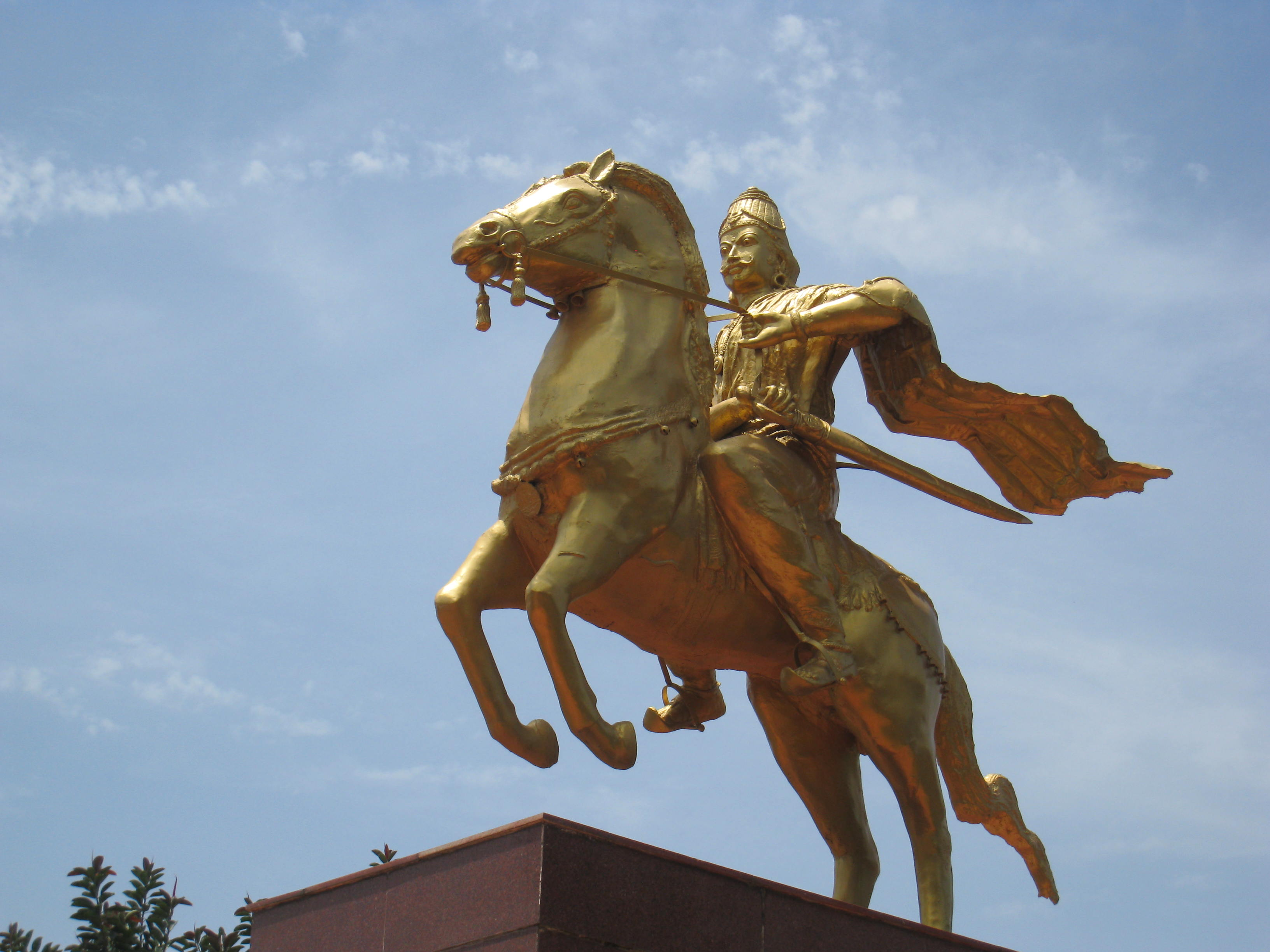
Статуя правителю Раджараджа I в Танджавуре

### 1985 год. Памятник правителю Раджараджа I в Танджавуре
Раджараджа I правил в государстве Чола в южной части полуострова Индостан на рубеже IX—X веков. В этот период времени держава Чола достигла наивысшего расцвета. Раджараджа завоевал обширные территории, а его столица Танджавур превратилась в один из главных городов средневековой Индии. Вскоре после смерти завоевателя его империя распалась и была поглощена соседними государствами. Танджавур окказался обычным провинциальным городом.
Однако воспоминания о былом величии не стёрлись в памяти горожан. В конце XX века в преддверии 1000-летия со дня рождения знаменитого правителя городские власти решили установить монумент в его честь. В южной части города был создан музейно-парковый комплекс. В числе прочего в 1985 году там был торжественно открыт памятник в честь Раджараджа I. Причём конная статуя имеет всего две точки опоры. По распространённой в Индии традиции и конь, и всадник покрашены золотой краской.

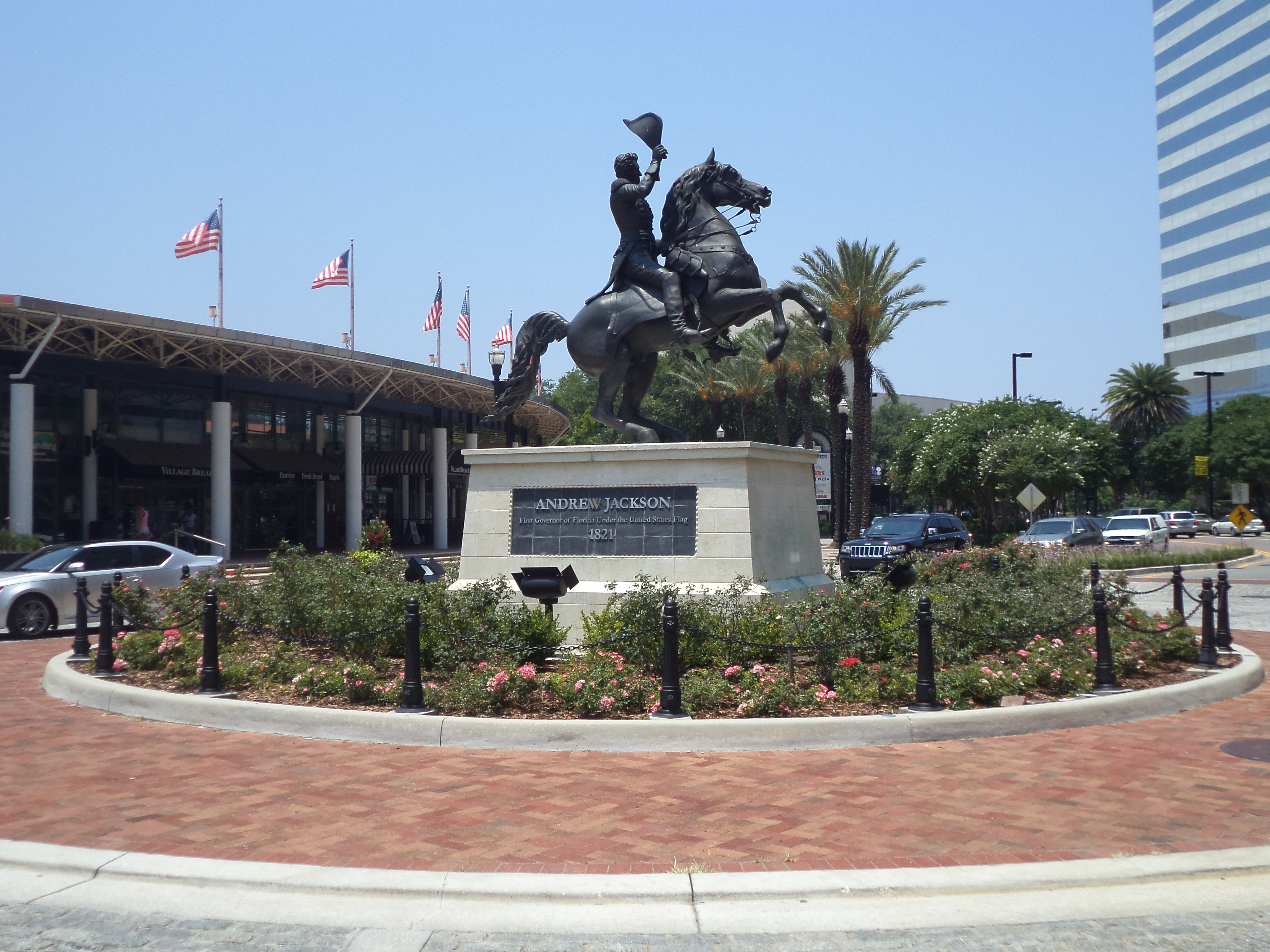
Памятник Эндрю Джексону в Джэксонвилле

### 1987 год. Памятник Эндрю Джексону в Джэксонвилле
В 1821 году форт Кэролайн во Флориде был переименован в честь героя войны с англичанами генерала Эндрю Джексона. Новое поселение получило название Джэксонсвилл. Со временем этот город стал самым густонаселённым во Флориде. В конце XX века местные власти решили установить памятник в честь человека, именем которого назван город. Была заказана очередная копия статуи Джексона, созданной Кларком Миллсом и установленной ещё в 1853 году в Вашингтоне.
Памятник было решено установить в центре города рядом со строящейся фестивальной площадки Jacksonville Landing. Торжественное церемония открытия и монумента и концертно-фестивального комплекса состоялась в 1987 году.

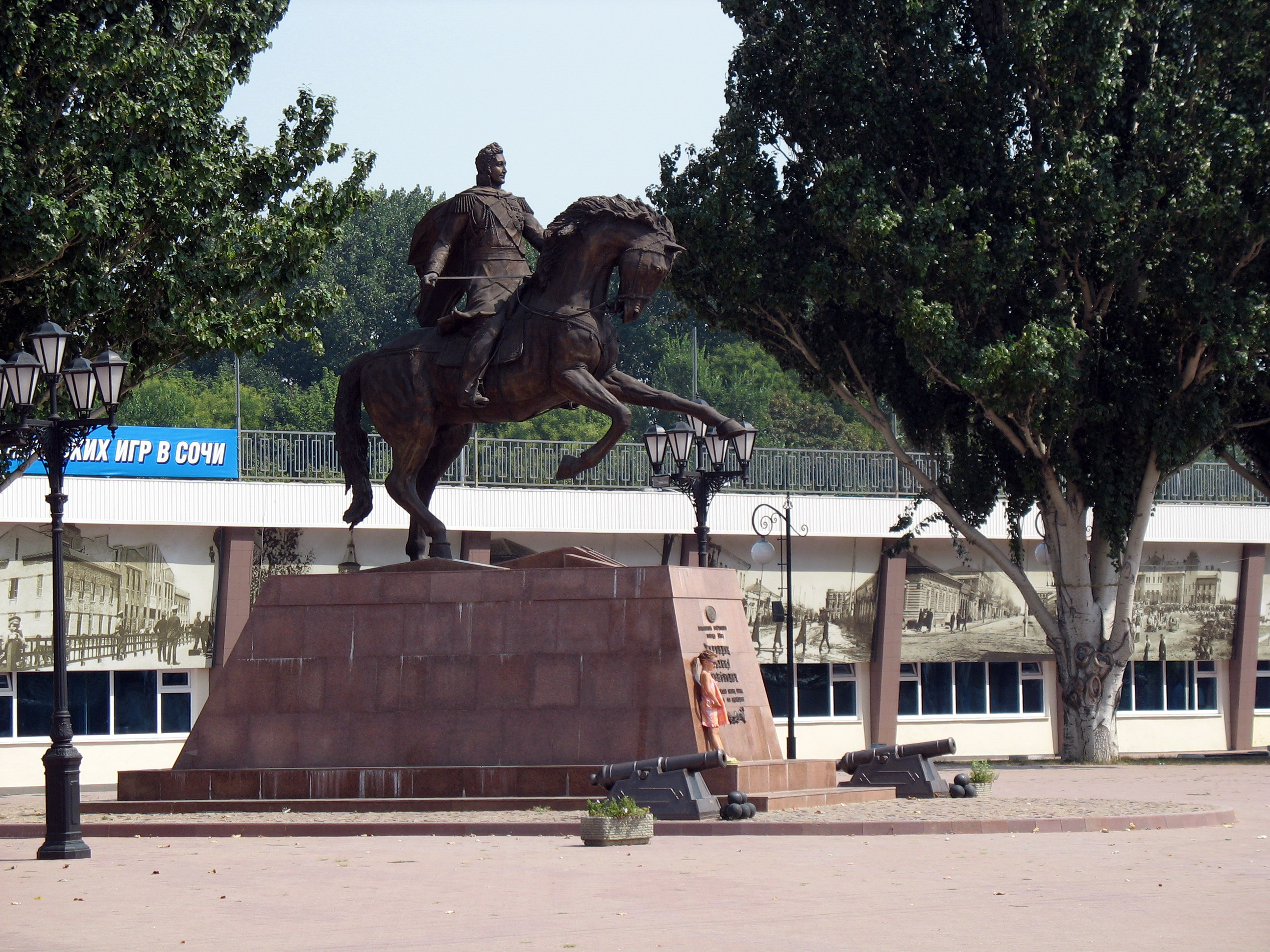
Памятник Михаилу Воронцову в Ейске

### 2008 год. Памятник Михаилу Воронцову в Ейске
В бытность Новороссийским и бессарабским генерал-губернатором граф (позднее князь) Михаил Воронцов (1782–1856) активно способствовал экономическому развитию региона. В частности, он стал одним из инициаторов основания в 1848 году Ейска, морского порта на берегу Азовского моря. Кроме того, Воронцов составлял план застройки будущего поселения. В память об основателе города в 2008 году, когда отмечалась 160-летняя годовщина Ейска, на Нижнесадовой улице перед центральным стадионом был установлен отлитый в бронзе конный памятник Воронцову. При этом губернатор, сидящий на гарцующем коне, держит в руках герб Ейска. 
Конная статуя на двух точках опоры изготовлена в Подмосковье скульптором Сергеем Исаковым. На юг России её доставили в разобранном виде. Окончательный монтаж монумента производился непосредственно в Ейске. Высота статуи достигает шести метров, а вес — пяти тонн.

### 2018 год. Памятник «Воин свободы» в Каунасе
В 2018 году в Каунасе в Литве в центре города на площади перед замком открыли монумент «Воин свободы». Автором конной статуи стал скульптор Арунас Сакалаускас. Композиция практически повторяет герб «Погоня» — скачущий всадник с поднятым мечом.

## Другие конные статуи на двух точках опоры
Существует ещё несколько конных статуй на двух точках опоры. Но на них конь не поднят на дыбы, а изображён в движении, при котором опирается на одну из передних и одну из задних ног (например памятник Виллему II в Люксембурге и Гааге).